# Черноволенко, Иван Игнатьевич
Иван Игнатьевич Черноволенко (15.06.1921 — 26.11.1943) — командир роты 178-го гвардейского стрелкового полка 60-й гвардейской Краснознамённой Павлоградской стрелковой дивизии 6-й армии 3-го Украинского фронта, гвардии лейтенант. Герой Советского Союза.

## Биография
Родился 15 июня 1921 года в селе Фрунзовка ныне Глобинского района Полтавской области. Украинец. Окончил неполную среднюю школу. Работал в колхозе.
В 1939 году призван в ряды Красной Армии. В 1941 году окончил Краснодарское военное пехотное училище и был направлен на фронт. В 1941 году попал в плен, но бежал, добрался к родственникам во Фрунзовку, залечил раны и весной 1942 года с группой советских воинов, которые вырвались из вражеского плена, перешёл линию фронта. В тяжёлых условиях вражеского плена И. И. Черноволенко остался верен воинской присяге. Ему поручили командовать стрелковой ротой. Он прошёл с ней до Днепра.
Осенью 1943 года войска 60-й гвардейской Краснознамённой Павлоградской стрелковой дивизии получили задание форсировать Днепр в районе Запорожья и захватить плацдарм на правом берегу. 26 ноября 1943 года бойцы роты И. И. Черноволенко в числе первых форсировали реку в районе села Хортица и вступили в бой за расширение плацдарма. Успешно преодолев проволочные заграждения, наши воины ворвались в траншеи противника и вступили в рукопашный бой. Командир с гранатой и пистолетом в руках бросился в немецкий блиндаж и застрелил трёх противников, одного взял в плен. Умело маневрируя, подразделение И. И. Черноволенко подошло к селу Разумовка Запорожского района Запорожской области. Сосредоточив значительные силы, противники пошли в контратаку. Отразив натиск врага, рота выбила его из села и, не останавливаясь, продолжала преследовать противников до Хортицы. В этом бою погиб. Похоронен в братской могиле в селе Хортица.
Указом Президиума Верховного Совета СССР от 22 февраля 1944 года за мужество и героизм, проявленные при форсировании Днепра и удержании плацдарма на его правом берегу гвардии лейтенанту Ивану Игнатьевичу Черноволенко посмертно присвоено звание Героя Советского Союза.
Награждён орденом Ленина.
Именем Героя названа восьмилетняя школа, где он учился. В сельском музее на отдельном стенде собраны материалы, рассказывающие о его жизни и боевом пути.